# Mona Inglesby
Mona Inglesby, född 3 maj 1918 i London, död 6 oktober 2006, var en brittisk dansare och koreograf.
Mona Inglesby fick sin utbildning bland annat i Ballet Rambert. År 1940 grundade hon International Ballet. Hon dansade huvudrollerna i de flesta klassiska baletter som Coppélia, Svansjön med flera och gjorde sig även känd som en framstående koreograf med verk som Endymion, Everyman, Masque of Comus, Amoras och Planetomania.